# Лагута Геннадій Миколайович
Геннадій Миколайович Лагута (нар. 10 серпня 1974, Бердянськ — 17 вересня 2023, Київ) — український чиновник, голова Херсонської ОДА з 26 жовтня 2021 до 9 липня 2022 року.

## Життєпис
У 1996 році закінчив Бердянський педагогічний інститут, трудове навчання та фізика, де здобув фах учителя трудового навчання та фізики, а у 2016 році — Міжрегіональну академію управління персоналом, «Правознавство», за спеціальністю «юрист».
З вересня 1991 до червня 1996 року навчався в Бердянському державному педагогічному інституті Запорізької області.
У липні — вересні 1996 року — заступник директора з комерційних питань Бердянської асоціації підприємств-виробників навантажувача «БАСМУТ» Запорізької області.
У листопаді 1996 — червні 1997 року — продавець АОЗТ «Призма» в Херсоні. У липні 1997 — вересні 1999 року — заступник директора АОЗТ «Призма» в місті Херсоні.
У січні — квітні 2000 року — менеджер ТОВ «Анто-Рус Н. В.» у Херсоні.
У травні 2000 — жовтні 2002 року — директор торговельного філіалу ВАТ ПТФ «Елакс» у Херсоні.
У жовтні 2002 — січні 2004 року — начальник відділення маркетингу, реклами та реалізації охоронних послуг ВДСО при УМВС України в Херсонській області. З січня до серпня 2004 року — провідний спеціаліст групи реклами, укладення договорів ВДСО при УМВС у місті Херсоні.
У серпні 2004 — квітні 2006 року — виконувач обов'язків директора Херсонського представництва Державного закритого акціонерного товариства «Охоронна–комплекс» у Херсоні. У квітні 2006 — квітні 2007 року — виконувач обов'язків директора Херсонського представництва закритого акціонерного товариства «Охоронна–комплекс» у Херсоні.
У травні 2007 — квітні 2008 року — начальник центру технічної охорони ВДСО при УМВС України в Херсонській області.
У квітні 2008 — грудні 2010 року — заступник начальника управління — начальник центру технічної охорони Управління Державної служби охорони (ДСО) при Управлінні МВС України в Херсонської області.
З січня 2011 до січня 2012 року перебував на обліку в Херсонському міському центрі зайнятості.
У травні 2012 — березні 2015 року — начальник служби безпеки ПФ «Капітал-сервіс» у Херсоні.
У квітні — серпні 2016 року — заступник директора комунального підприємства Херсонської міської ради «Сервіс-центр».
У жовтні 2017 — грудні 2020 року — виконавчий директор «БФ Ігоря Колихаєва „Нам тут жити!“» в Херсоні. У 2019 році був помічником народного депутата України Ігоря Колихаєва.
З грудня 2020 до жовтня 2021 року — заступник голови Херсонської обласної ради від "Партії Ігоря Колихаєва «Нам тут жити».
З 26 жовтня 2021 до 9 липня 2022 року — голова Херсонської обласної державної адміністрації. Згідно з офіційними даними, звільнився з посади за власним бажанням, його посаду обійняв Дмитро Бутрій.
Помер у ніч на 17 вересня 2023 року. За фактом смерті поліція почала розслідування щодо можливого самогубства.

## Розслідування
В лютому 2023 року СБУ повідомила Лагуті підозру за незаконне заволодіння майном, зокрема, за привласнення машини, яку під час повномасштабного вторгнення йому надали у тимчасове безоплатне користування. За даними слідства, навесні 2022 року, Лагута попросив місцеву підприємицю надати йому позашляховик у безоплатне користування «для службових цілей». А у липні 2022 року він приватизував авто через приватного нотаріуса, після чого продав її підлеглому, керівнику патронатної служби Херсонської ОВА, наступного дня той «перепродав» його Лагуті назад.